# Campeonato mundial de hockey sobre patines femenino de 2006

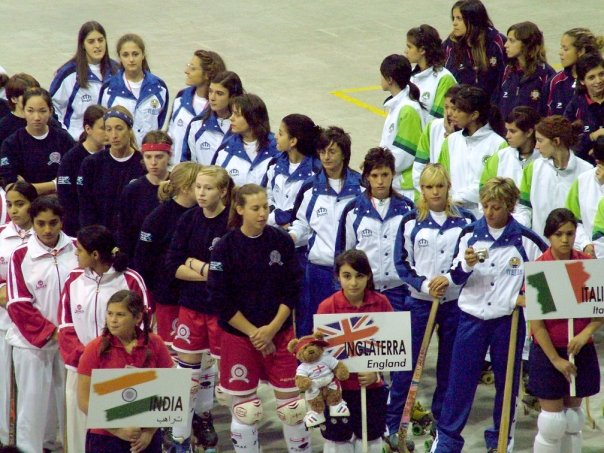

El VIII Campeonato mundial de hockey sobre patines femenino se celebró en Santiago, Chile, entre el 30 de septiembre y el 7 de octubre de 2006. Fue organizado directamente por la Federación Chilena de Hockey y Patinaje e indirectamente por la Federación Internacional de Roller-Sports (FIRS).
En el torneo, realizado en el Gimnasio Olímpico de San Miguel, participaron las selecciones de hockey de 16 países, repartidas en la primera ronda en 4 grupos.
La final del campeonato fue disputada por las selecciones de España, campeona en tres oportunidades, y Chile, vicecampeona de la Copa América de hockey. Tras empatar 1:1 en el tiempo reglamentario, un gol de oro de Fernanda Urrea durante la prórroga, permitió que el equipo local se coronara campeón. La victoria marcó un hito en la historia del deporte chileno al ser el primer título mundial alcanzado en algún deporte de equipos.
En tanto, el equipo campeón en la edición anterior del torneo, Argentina, obtuvo el tercer lugar al derrotar por 3:1 al seleccionado de Portugal.

## Equipos participantes
16 seleccionados nacionales participaron del torneo, de los cuales 5 equipos eran de América, 7 eran de Europa, 2 eran asiáticos, 1 de África y 1 de Oceanía.
Días antes del torneo, el equipo de  Uruguay declinó participar, reduciendo el número de equipos de los 17 originales a los 16 finales.

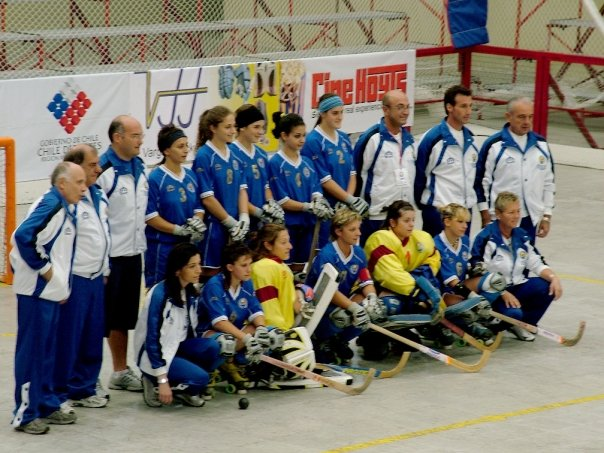
Selección italiana

| Alemania  | Chile          | Francia | Portugal    |
| Argentina | Colombia       | India   | Reino Unido |
| Australia | España         | Italia  | Sudáfrica   |
| Brasil    | Estados Unidos | Macao   | Suiza       |

## Resultados

### Grupo A
| Equipo      | Pts | PJ | PG | PE | PP | GF | GC | Dif |
| ----------- | --- | -- | -- | -- | -- | -- | -- | --- |
| Argentina   | 6   | 3  | 3  | 0  | 0  | 19 | 0  | 19  |
| Chile       | 4   | 3  | 2  | 0  | 1  | 7  | 5  | 2   |
| Reino Unido | 2   | 3  | 1  | 0  | 2  | 6  | 13 | -7  |
| Suiza       | 0   | 3  | 0  | 0  | 3  | 6  | 20 | -14 |

| Chile       | 4:1  | Reino Unido |
| Chile       | 3:2  | Suiza       |
| Reino Unido | 0:5  | Argentina   |
| Argentina   | 12:0 | Suiza       |
| Reino Unido | 5:4  | Suiza       |
| Argentina   | 2:0  | Chile       |

### Grupo B
| Equipo         | Pts | PJ | PG | PE | PP | GF | GC | Dif |
| -------------- | --- | -- | -- | -- | -- | -- | -- | --- |
| Brasil         | 5   | 3  | 2  | 1  | 0  | 23 | 3  | 20  |
| Colombia       | 5   | 3  | 2  | 1  | 0  | 21 | 4  | 17  |
| Estados Unidos | 2   | 3  | 1  | 0  | 2  | 9  | 15 | -6  |
| Sudáfrica      | 0   | 3  | 0  | 0  | 3  | 0  | 31 | -31 |

| Colombia       | 6:2  | Estados Unidos |
| Brasil         | 12:0 | Sudáfrica      |
| Estados Unidos | 6:0  | Sudáfrica      |
| Brasil         | 2:2  | Colombia       |
| Colombia       | 13:1 | Sudáfrica      |
| Brasil         | 9:1  | Estados Unidos |

### Grupo C
| Equipo    | Pts | PJ | PG | PE | PP | GF | GC | Dif |
| --------- | --- | -- | -- | -- | -- | -- | -- | --- |
| España    | 6   | 3  | 3  | 0  | 0  | 22 | 1  | 21  |
| Alemania  | 4   | 3  | 2  | 0  | 1  | 32 | 3  | 29  |
| Australia | 2   | 3  | 1  | 0  | 2  | 23 | 13 | 10  |
| Macao     | 0   | 3  | 0  | 0  | 3  | 1  | 61 | -60 |

| Alemania  | 7:1  | Australia |
| España    | 15:0 | Macao     |
| Alemania  | 24:0 | Macao     |
| España    | 5:0  | Australia |
| España    | 2:1  | Alemania  |
| Australia | 22:1 | Macao     |

### Grupo D
| Equipo   | Pts | PJ | PG | PE | PP | GF | GC | Dif |
| -------- | --- | -- | -- | -- | -- | -- | -- | --- |
| Portugal | 6   | 3  | 3  | 0  | 0  | 38 | 4  | 34  |
| Francia  | 4   | 3  | 2  | 0  | 1  | 39 | 9  | 30  |
| Italia   | 2   | 3  | 1  | 0  | 2  | 21 | 12 | 9   |
| India    | 0   | 3  | 0  | 0  | 3  | 2  | 75 | -73 |

| Francia  | 5:4  | Italia  |
| Portugal | 27:1 | India   |
| Francia  | 32:0 | India   |
| Portugal | 6:1  | Italia  |
| Italia   | 16:1 | India   |
| Portugal | 5:2  | Francia |

## Fase final
|  | Cuartos de final | Cuartos de final |        |          | Semifinales  | Semifinales  |  |  | Final | Final |
|  |                  |                  |        |          |              |              |  |  |       |       |
|  |                  |                  |        |          |              |              |  |  |       |       |
|  |                  |                  |        |          |              |              |  |  |       |       |
|  | Chile            | 3                |        |          |              |              |  |  |       |       |
|  | Chile            | 3                |        |          |              |              |  |  |       |       |
|  | Colombia         | 2                |        |          |              |              |  |  |       |       |
|  | Colombia         | 2                | Chile  | 4        |              |              |  |  |       |       |
|  |                  |                  | Chile  | 4        |              |              |  |  |       |       |
|  |                  | Portugal         | 3      |          |              |              |  |  |       |       |
|  | Portugal         | Portugal         | 3      | 3        |              |              |  |  |       |       |
|  | Portugal         |                  |        | 3        |              |              |  |  |       |       |
|  | Alemania         | 1                |        |          |              |              |  |  |       |       |
|  | Alemania         | 1                | Chile  | 1 (2)    |              |              |  |  |       |       |
|  |                  |                  | Chile  | 1 (2)    |              |              |  |  |       |       |
|  |                  | España           | 1 (1)  |          |              |              |  |  |       |       |
|  | España           | España           | 1 (1)  | 3        |              |              |  |  |       |       |
|  | España           |                  |        | 3        |              |              |  |  |       |       |
|  | Francia          | 2                |        |          |              |              |  |  |       |       |
|  | Francia          | 2                | España | 1 (2)    | Tercer lugar | Tercer lugar |  |  |       |       |
|  |                  |                  | España | 1 (2)    |              |              |  |  |       |       |
|  |                  | Argentina        | 1 (1)  |          |              |              |  |  |       |       |
|  | Argentina        | Argentina        | 1 (1)  | 12       | Argentina    | 3            |  |  |       |       |
|  | Argentina        |                  |        | 12       | Argentina    | 3            |  |  |       |       |
|  | Estados Unidos   | 1                |        | Portugal | 1            |              |  |  |       |       |
|  | Estados Unidos   | 1                |        |          | 1            |              |  |  |       |       |
|  |                  |                  |        |          |              |              |  |  |       |       |
|  |                  |                  |        |          |              |              |  |  |       |       |

Entre paréntesis se encuentra el resultado final del partido luego de la prórroga.

## Estadísticas
| Equipo | Equipo         | Pts | PJ | PG | PE | PP | GF | GC | Dif | Rend  |
| ------ | -------------- | --- | -- | -- | -- | -- | -- | -- | --- | ----- |
| 1      | Chile          | 10  | 6  | 5  | 0  | 1  | 16 | 11 | +5  | 83,3% |
| 2      | España         | 10  | 6  | 5  | 0  | 1  | 28 | 6  | +22 | 83,3% |
| 3      | Argentina      | 10  | 6  | 5  | 0  | 1  | 35 | 4  | +31 | 83,3% |
| 4      | Portugal       | 8   | 6  | 4  | 0  | 2  | 45 | 12 | +33 | 66,7% |
| 5      | Colombia       | 5   | 4  | 2  | 1  | 1  | 23 | 7  | +16 | 62,5% |
| 6      | Francia        | 4   | 4  | 2  | 0  | 2  | 41 | 12 | +29 | 50,0% |
| 7      | Alemania       | 4   | 4  | 2  | 0  | 2  | 33 | 6  | +27 | 50,0% |
| 8      | Estados Unidos | 2   | 4  | 1  | 0  | 3  | 10 | 27 | -17 | 25,0% |
| 9      | Brasil         | 5   | 3  | 2  | 1  | 0  | 23 | 3  | +20 | 83,3% |
| 10     | Australia      | 2   | 3  | 1  | 0  | 2  | 23 | 13 | +10 | 33,3% |
| 11     | Italia         | 2   | 3  | 1  | 0  | 2  | 21 | 12 | +9  | 33,3% |
| 12     | Reino Unido    | 2   | 3  | 1  | 0  | 2  | 6  | 13 | -7  | 33,3% |
| 13     | Suiza          | 0   | 3  | 0  | 0  | 3  | 6  | 20 | -14 | 0,0%  |
| 14     | Sudáfrica      | 0   | 3  | 0  | 0  | 3  | 0  | 31 | -31 | 0,0%  |
| 15     | Macao          | 0   | 3  | 0  | 0  | 3  | 1  | 61 | -60 | 0,0%  |
| 16     | India          | 0   | 3  | 0  | 0  | 3  | 2  | 75 | -73 | 0,0%  |

## Equipo campeón
| Nombre                       | Posición  | Edad | Año ingreso | Club                   |
| ---------------------------- | --------- | ---- | ----------- | ---------------------- |
| Alexa Tapia Garrido          | Defensa   | 21   | 2006        | Universidad de Chile   |
| Camila Méndez                | Defensa   | 16   | 2002        | Universidad Católica   |
| Constanza Reyes              | Portera   | 21   | 2002        | Universidad de Chile   |
| Fernanda Urrea               | Delantera | 17   | 2000        | Universidad de Chile   |
| Marcela Bustamante           | Delantera | 17   |             |                        |
| Paulina Tapia                | Portera   | 22   |             |                        |
| Roberta Urrea                | Delantera | 16   | 2002        | Universidad de Chile   |
| Karin Reinhardt              |           | 33   |             | Alcorcon Parque Lisboa |
| Francisca Puertas            | Delantera | 18   |             | Pati Vilanova Ull Blau |
| Tadish Prat                  | Delantera | 16   |             | Universidad Católica   |
| Técnico: Rodrigo Quintanilla |           |      |             |                        |